# Hatibandha
Hatibandha là một thị trấn thống kê (census town) của quận Sundargarh thuộc bang Orissa, Ấn Độ.

## Nhân khẩu
Theo điều tra dân số năm 2001 của Ấn Độ, Hatibandha có dân số 9296 người. Phái nam chiếm 53% tổng số dân và phái nữ chiếm 47%. Hatibandha có tỷ lệ 70% biết đọc biết viết, cao hơn tỷ lệ trung bình toàn quốc là 59,5%: tỷ lệ cho phái nam là 78%, và tỷ lệ cho phái nữ là 61%. Tại Hatibandha, 12% dân số nhỏ hơn 6 tuổi.